# Dimitri Dimakopoulos

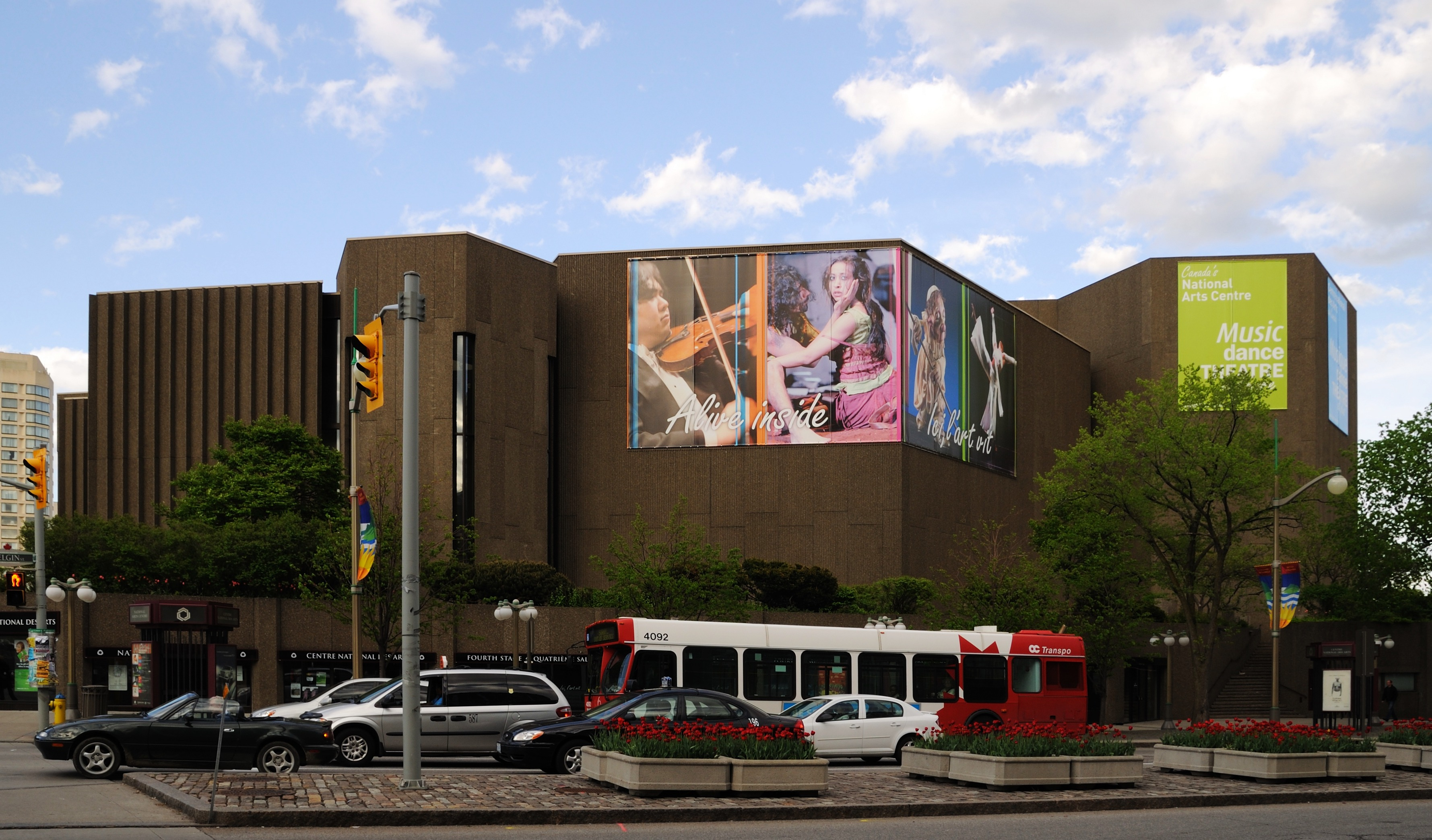
Centre national des arts, Ottawa

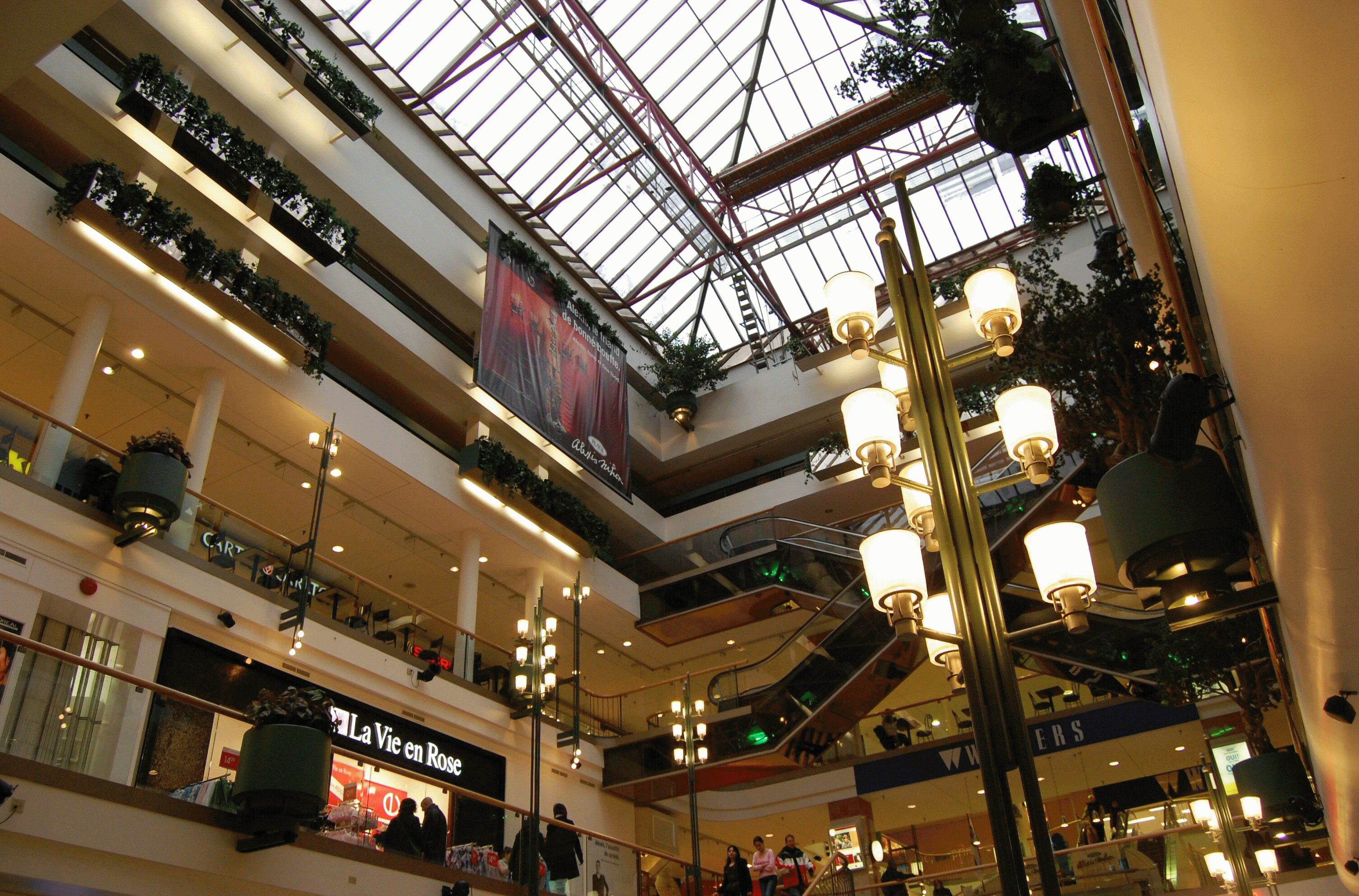
Place Alexis-Nihon

Dimitri Dimakopoulos était un architecte et urbaniste québécois né le 14 septembre 1929 à Athènes (Grèce) et mort le 7 novembre 1995 à Montréal. Il arrive au Québec en 1948, et, au cours de sa vie, crée, entre autres, de nombreuses œuvres de taille importante dans le centre-ville de Montréal.

## Biographie
Après avoir grandi à Athènes, Dimakopoulos déménage à Montréal, où il continuera ses études à la faculté d'architecture de l'Université McGill. Durant cette période, il reçoit les prix Anglin-Norcross et Hobbs Glass, et réalise des projets de théâtres et de salles de spectacle. Comme travail final de ses études, en 1954, il conçoit les fondements du Queen Elizabeth Auditorium à Vancouver. 
En 1955, il participe à la création de l'agence d'architectes « Affleck, Desbarats, Dimakopoulos, Lebensold, Michaud & Sise (en) », qui changera de nom en 1970 pour devenir ARCOP (ARchitectes en CO-Partenariat). Cette firme travaillera notamment en consortium avec Henry N. Cobb et Ieoh Ming Pei sur la conception de la Place Ville Marie, un gratte-ciel dans le quartier d'affaires à Montréal. La réputation consolidée, l'agence collabore dans les années qui suivent à plusieurs projets au Québec aussi bien qu'au Canada, tels l'Expo 67 et la Place Bonaventure à Montréal, et le Centre national des Arts à Ottawa.
En 1968, il crée « Dimakopoulos & Associés ». Ses œuvres devenant désormais moins radicales, il signe des contrats d'urbanisme qui seront réalisés dans les villes de Québec, Gatineau, Winnipeg, et Hong Kong. Finalement, en 1991 et 1992, il conçoit, en coopération avec l'agence Lemay & Associates, le prestigieux gratte-ciel 1000 De La Gauchetière, qui reste, jusqu'à maintenant, la construction la plus haute de la ville de Montréal.

## Œuvres
- 1955 - Queen Elizabeth Auditorium de Vancouver
- 1961 - Centre municipal de Laval
- 1962 - Fathers of Confederation Building de Charlottetown
- 1962 - Place Ville-Marie de Montréal
- 1966 - Salle Wilfrid-Pelletier de la Place des Arts de Montréal
- 1968 - Cathédrale grecque orthodoxe de Montréal
- 1974 - Université du Québec à Montréal
- 1981 - Palais de Justice de Québec
- 1983 - Édifice La Laurentienne (en)
- 1985 - Place Alexis-Nihon à Montréal
- 1992 - Pavillon des Sciences de la Gestion de l'UQÀM à Montréal[2]
- 1993 - 1000 De La Gauchetière à Montréal

## Distinctions
- 1975 - Membre de l'Académie Royale des Arts du Canada
- 1985 - Chevalier de l'Ordre national du Québec